# 默勒布勒姆县
默勒布勒姆县（英语：Malappuram district）是印度的一個縣，位於該國西南部，由喀拉拉邦負責管轄，面積3,554平方公里，識字率為93.55%，2011年人口4,112,920，人口密度每平方公里1,157人。

## 字源
默勒布勒姆一詞的意思是「山頂上的梯田」，名稱緣自該地所屬的默勒布勒姆市。

## 外部連結
- Official website of Malappuram district （页面存档备份，存于）
- （页面存档备份，存于） Places in Malappuram